# Jesse Ramsden
Pour les articles homonymes, voir Ramsden.
Jesse Ramsden, né à Salterhebble le 6 octobre 1735 - mort à Brighton le 5 novembre 1800, est un opticien anglais, et un constructeur d'instruments de précision.

## Biographie
Il était le gendre de John Dollond. Il perfectionna ou inventa nombre d'instruments, notamment le sextant ; créa une machine fort ingénieuse pour la division des instruments de mathématiques et d'astronomie, et ses quadrants muraux furent fort estimés. Il perfectionna la monture équatoriale.
Malgré son talent, Ramsden, par ses retards de livraison répétés, mécontentait souvent ses clients, surtout pour les commandes en quantité. Les trois années qu'il mit pour fabriquer le théodolite de William Roy utilisé pour le raccordement des méridiens de Paris et de Greenwich, trouva des échos jusque dans les salons de la Royal Society et, bien des années plus tard, dans les Philosophical Transactions. Le perfectionnisme de Ramsden n'empêcha toutefois pas son élection à la Royal Society (1786) ni à la Royal Society of Edinburgh (probablement 1798). Il reçut même la Médaille Copley (1795) en reconnaissance de « ses diverses inventions et améliorations d'instruments philosophiques. »
Sa santé déclinant, il fréquenta les stations balnéaires de la côte sud, et mourut à Brighton le 5 novembre 1800. On l'enterra dans l'église Saint-Jacques de Piccadilly le 13 novembre. Son atelier de Londres fut repris par son contremaître, Matthew Berge (mort en 1819). Sa propriété échut à son fils. Plusieurs apprentis de Ramsden, tels  William Cary, se mirent à leur compte, et Edward Troughton recycla des idées de Ramsden pour ses propres instruments.

## Postérité

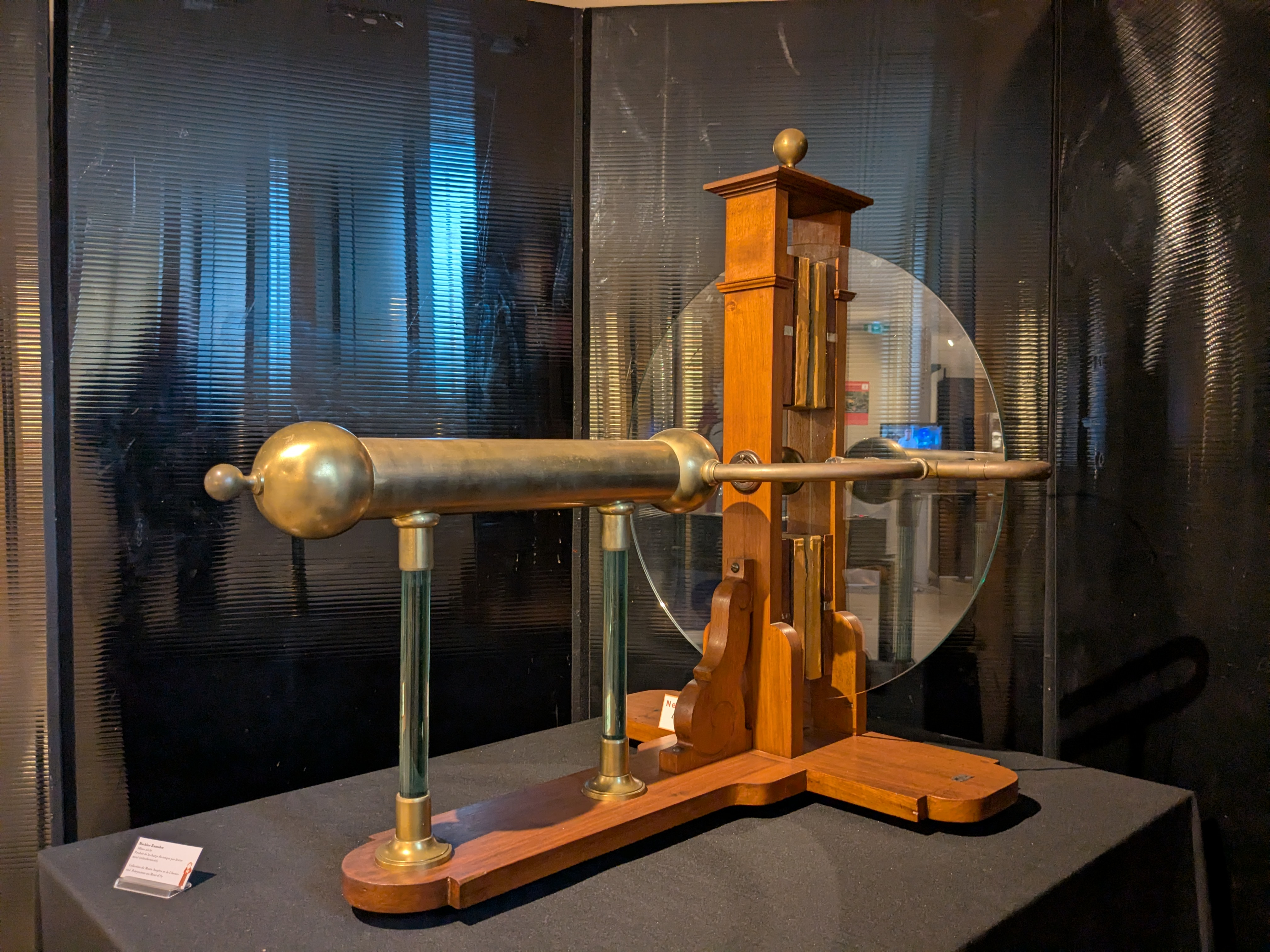
Machine de Ramsden.

Jesse Ramsden figure parmi les pionniers du machinisme industriel, car si, en 1751, Jacques de Vaucanson avait construit le premier tour métallique à charioter, la plus ancienne machine automatique d'usage industriel serait la machine à diviser les cercles de Jesse Ramsden (1773) : « Il suffisait d'un coup de pédale pour que le plateau diviseur tourne de l'angle nécessaire et que le tracelet grave la division sur le limbe. ». En 1775, John Wilkinson achèva le premier tour à aléser dont l’importance fut capitale pour l’usinage des cylindres de machines à vapeur, et en 1795, le Français François Senot réalisa le premier tour à fileter, avant les tours de Henry Maudslay (1797) et de John Wilkinson (1798).
C'est grâce à un cercle altazimutal de Ramsden qu'en 1801, l'astronome italien Giuseppe Piazzi découvrit la planète naine Cérès à l’Observatoire de Palerme.

## Sources
- Marie-Nicolas Bouillet  et Alexis Chassang (dir.), « Jesse Ramsden » dans Dictionnaire universel d’histoire et de géographie, 1878 (lire sur Wikisource)
- Bertrand Gille (dir.), Histoire des techniques, Paris, Gallimard, coll. « La Pléiade », 1978 (ISBN 978-2-07-010881-7).